# Magyar–horvát kiegyezés

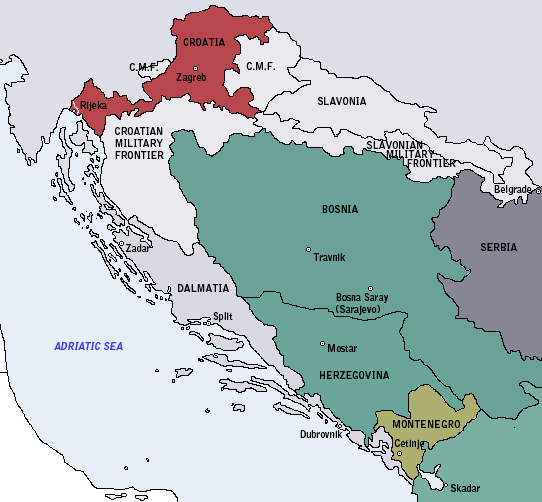
A kiegyezést megelőző állapot: Horvátország, Szlavónia és a Horvát határőrvidék még külön entitás (1868)

A magyar–horvát kiegyezés (horvátul hrvatsko-ugarska nagodba) a magyar Országgyűlés által 1868. június 25-én elfogadott 1868. évi XXX. törvénycikk közkeletűbb elnevezése, mely az 1867-es osztrák–magyar kiegyezést követően indult tárgyalások lezárása Horvátország és Magyarország egymáshoz fűződő viszonyának rendezéséről. Az egyezség Horvát–Szlavónországnak belügyi autonómiát biztosított.

## Tartalma

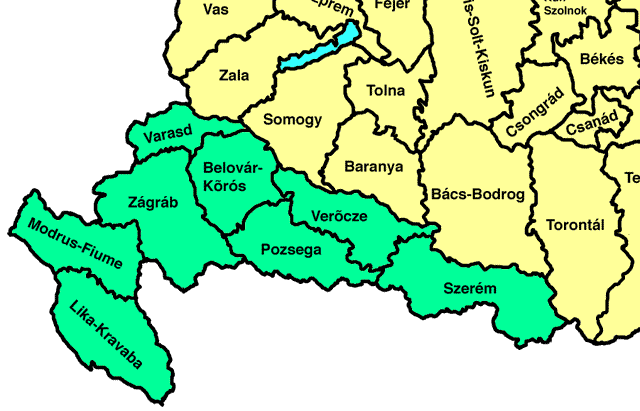
Horvát–Szlavónország vármegyéi a kiegyezés után

A kiegyezés értelmében a magyar politikai elit elismerte a horvátot mint politikai nemzetet, és kimondta, hogy Magyarországon (Magyar Királyságon belül) a közigazgatási Magyarország, illetve Horvát–Szlavónország egy államközösséget képeznek. Az államon belül Horvát-Szlavónország külön territóriummal bíró politikai nemzet lett.
Mivel Dalmácia Ausztria fennhatósága alatt volt, csak Horvátország, Szlavónia és a katonai határőrvidék egyesült Horvát–Szlavónország néven, azonban a törvény Dalmácia esetleges jövőbeni Horvát–Szlavónországhoz (és így Magyarországhoz) csatlakozását is szabályozta.
Horvát- és Szlavónország Horvát–Szlavónország néven a A Magyar Szent Korona tagországa lett, melynek élén a mindenkori magyar király által kinevezett bán állt. Belügy, igazságügy, vallásügy és közoktatásügy terén önkormányzati jogot kapott, viszont Magyarországgal közös ügy maradt az udvartartás költsége, az újoncmegajánlás, a véderő, és az ezekkel kapcsolatos pénzügyek.
A horvátot hivatalos nyelvként használhatták a belső közigazgatásban és önálló horvát kormány alakult Zágrábban a mindenkori horvát bán vezetésével. Ezeken felül a magyar Országgyűlésbe a horvát országgyűlés (Szábor) kezdetben 29, majd a katonai határőrvidék föloszlatása után összesen 42 képviselőt delegálhatott (40-et az alsóházba, kettőt a felsőházba) valamint a két ország kapcsolataiért felelős horvát–dalmát–szlavón tárca nélküli minisztert.